# 火柴宫
火柴宫（瑞典語：Tändstickspalatset）是一栋办公大楼，位于斯德哥尔摩西花园街（Västra Trädgårdsgatan）15号，由“火柴大王”Ivar Kreuger兴建，作为瑞典火柴公司总部. 设计者为建筑师Ivar Tengbom，兴建于1929-1931年。1991年，这座大楼出售给Telia，后来又以4.5亿瑞典克朗的价格卖给商人Muhammed Al-Amoundi。
在科林斯柱式的门廊后面，是马蹄形中心庭院。底层立面装饰大理石，庭院内有狄安娜喷泉雕塑。

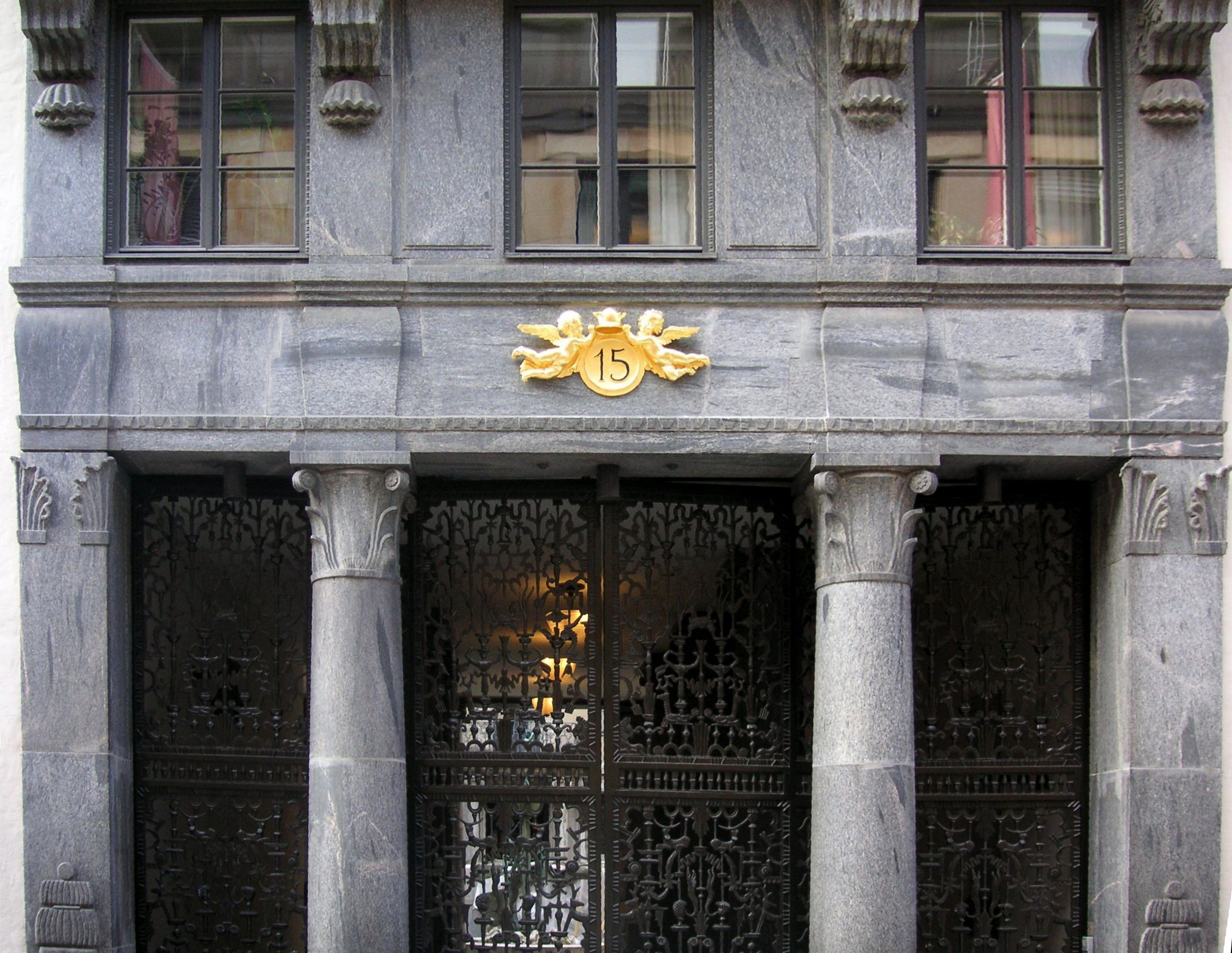
入口
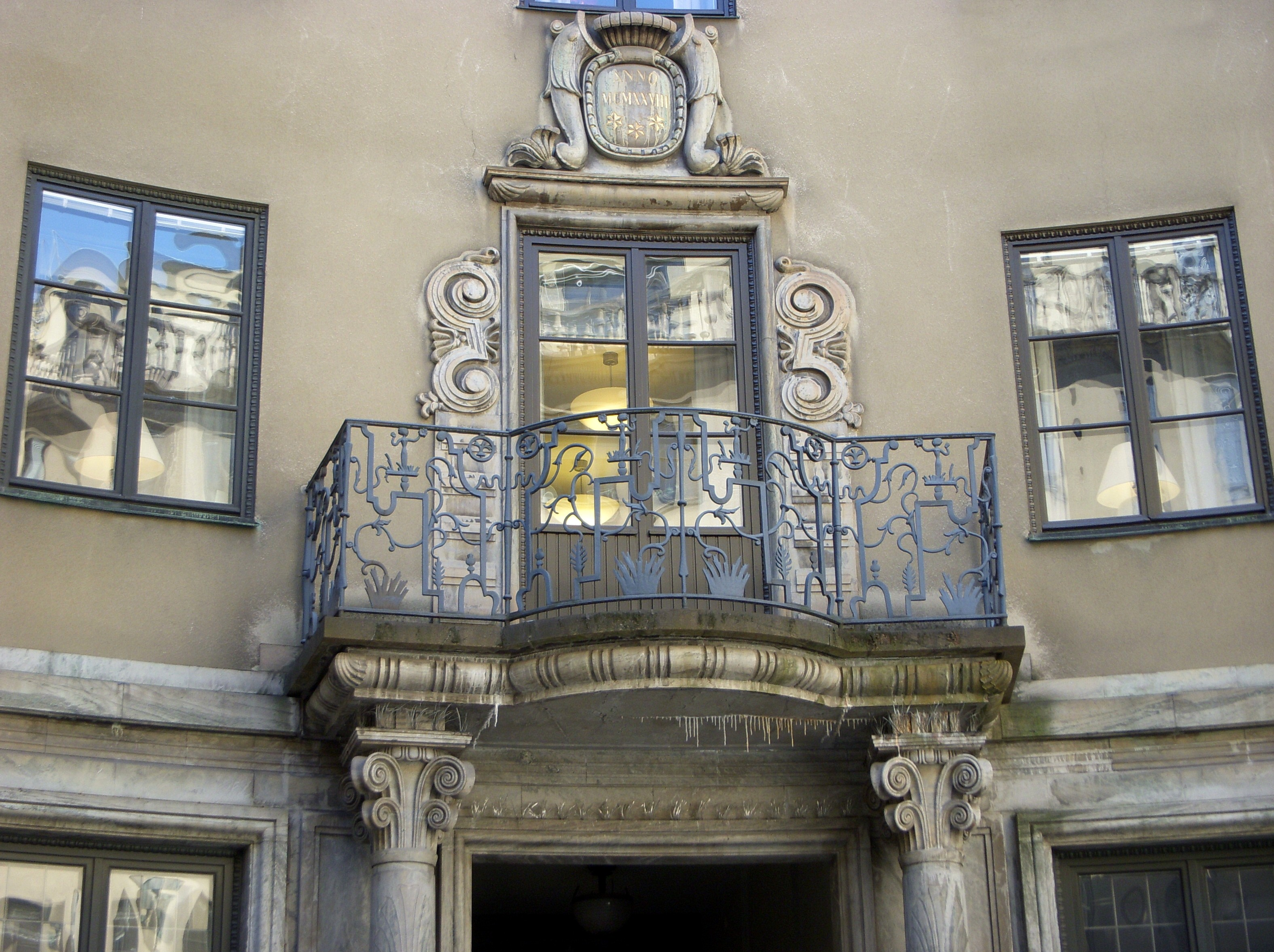
阳台
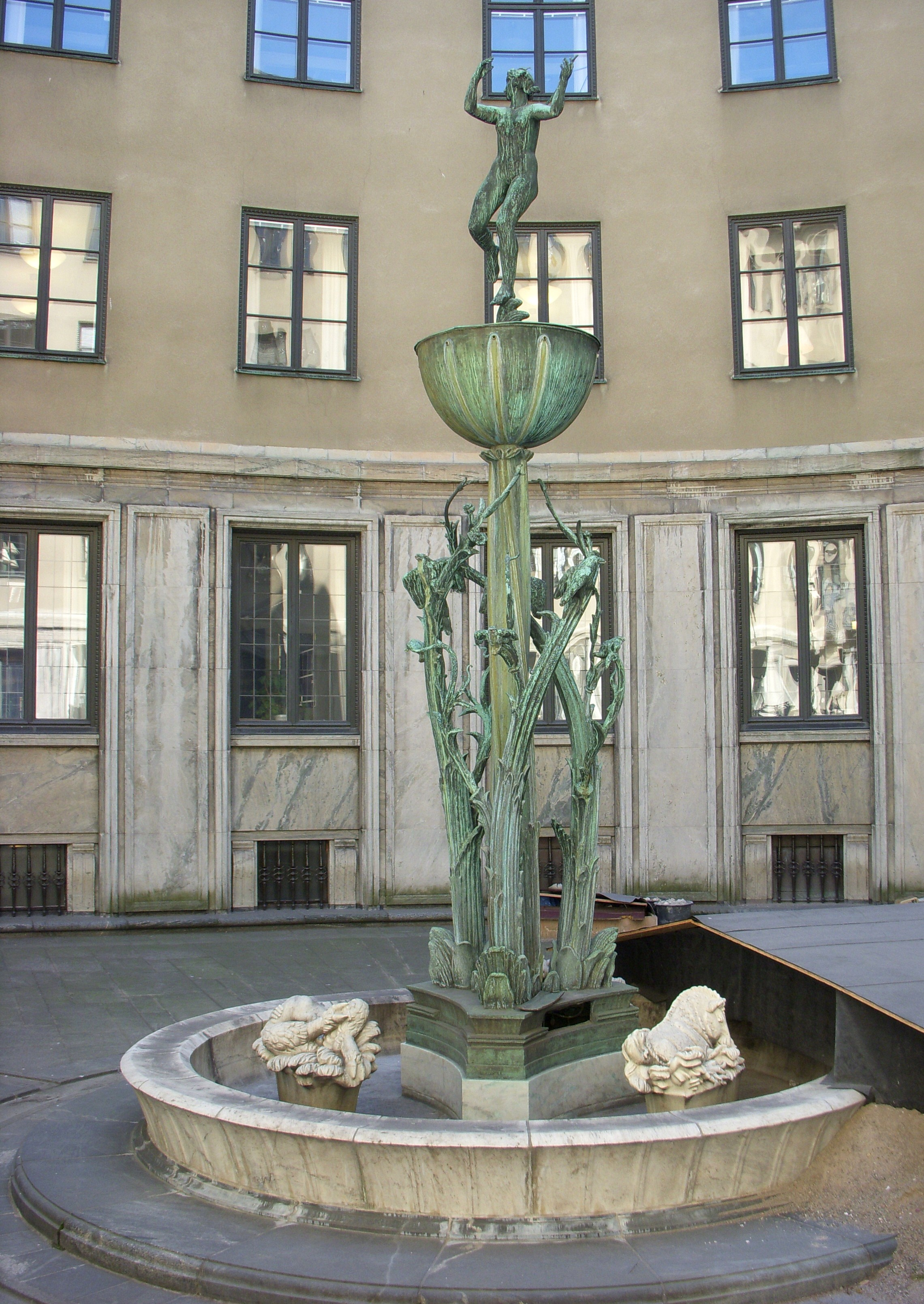
狄安娜喷泉雕塑
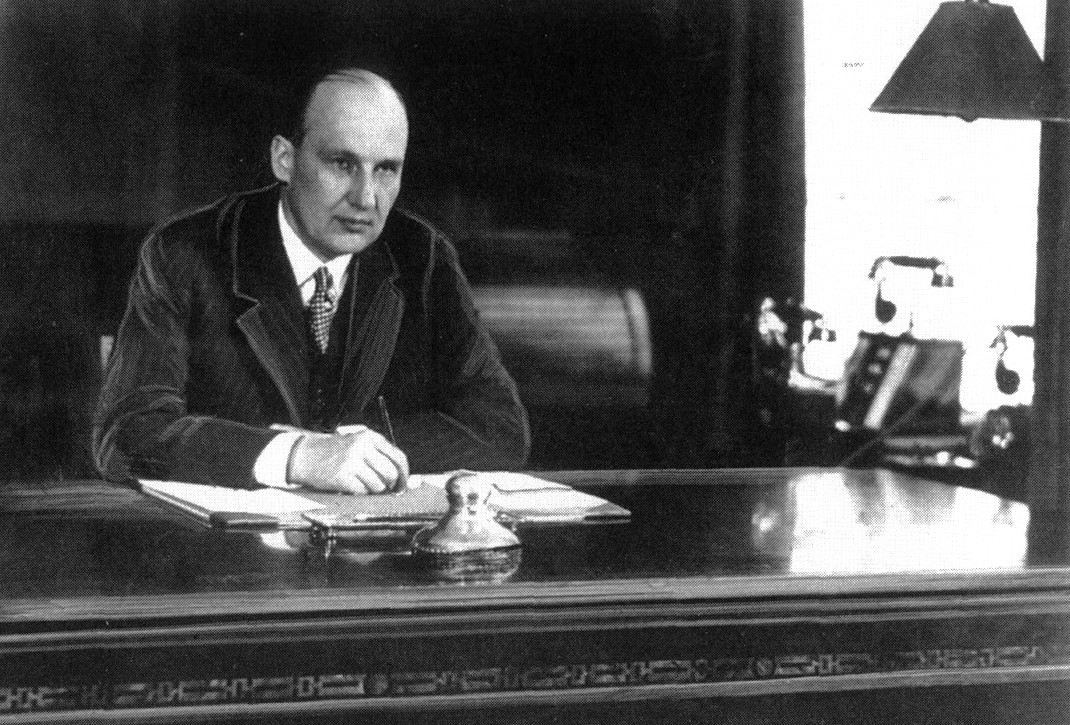
火柴大王